# Гірські дощові ліси Малайського півострова
Гірські дощові ліси Малайського півострова (ідентифікатор WWF: IM0144) — індомалайський екорегіон тропічних та субтропічних вологих широколистяних лісів, розташований на Малайському півострові.

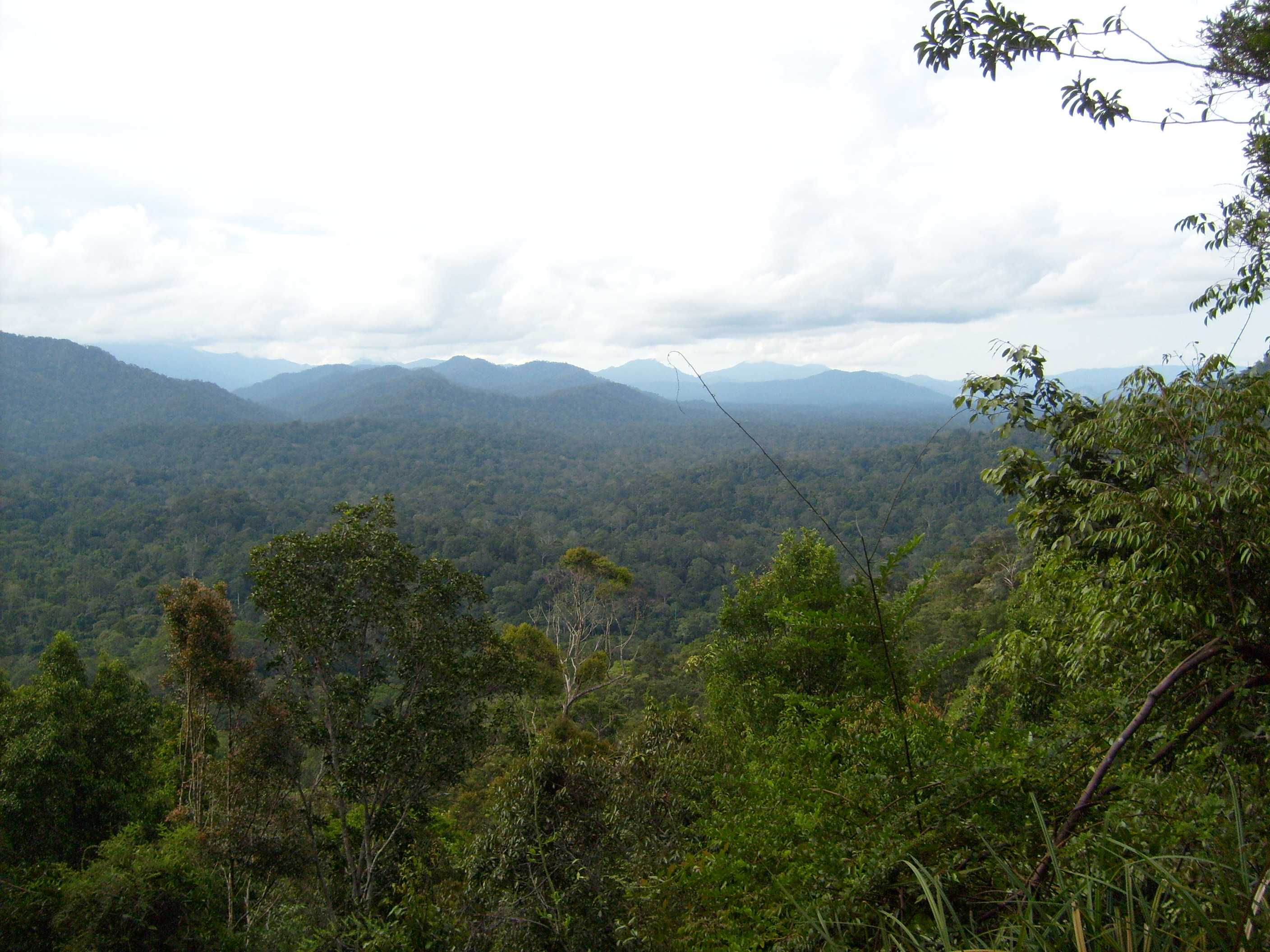
Гірські ліси у Національному парку Таман-Негара

## Географія
Екорегіон гірських дощових лісів Малайського півострова охоплює високогір'я гір Тітівангса, розташованих в центральній частині Малайського півострова, на території Малайзії та на крайньому півдні Таїланду. Ці гори є південним продовженням гір Тенассерім і складаються з кількох гірських хребтів. Найбільшим з них є Головний хребет, який в районі нагір'я Кемерона підіймається на висоту до 2180 м над рівнем моря, і де розташована найбільша в Малайзії ділянка незайманих гірських дощових лісів. Іншими відомими ділянками гір Тітівангса також є місцевість Фрезерс-Гілл та нагір'я Гентінг. Найвищою вершиною гір Тітівангса є гора Корбу заввишки 2183 м. На схід від них, в штатах Келантан, Тренгану та Паханг розташовані кілька ізольованих гірських масивів, які також входять до цього екорегіону. Тут розташована гора Тахан, найвища вершина Західної Малайзії заввишки 2187 м, гора Бенум заввишки 2107 м та гори Бінтанг заввишки 1882 м. На низьких висотах гірські ліси екорегіону переходять у дощові ліси Малайського півострова.

## Клімат
На більшій частині екорегіону переважає вологий екваторіальний клімат (Af за класифікацією кліматів Кеппена), а на найвищих гірських вершинах — високогірний субтропічний клімат (Cfb за класифікацією Кеппена). Середня температура тут коливається від 25 °C до 32 °C. З жовтня по березень північно-східний мусон приносить дощі на східну частину Малайського півострова, а з квітня по серпень більш потужний південно-західний мусон зволожує західну частину Малакки. Загалом середньорічна кількість опадів в екорегіоні перевищує 2000 мм.

## Флора
На висоті від 1000 до 1200 м над рівнем моря поширені низькогірські дощові ліси. Представників родини діптерокарпових (Dipterocarpaceae) тут зустрічається менше, ніж у низинних лісах. Замість них в низькогірських лісах поширені різні види дубів (Quercus spp.), літокарпусів (Lithocarpus spp.) та кастанопсисів (Castanopsis spp.) з родини букових (Fagaceae), а також різні представники родини миртових (Myrtaceae) та деякі хвойні дерева, зокрема різні види дакридіумів (Dacrydium spp.) і ногоплідників (Podocarpus spp.), борнейські каурі (Agathis borneensis) та ендемічні таханські каурі (Agathis flavescens).
На висоті понад 1500 м над рівнем моря поширені високогірні дощові ліси та хмарні ліси. Тут зустрічаються ясенолисті крилолисти (Pterophylla fraxinea) та різні види дакридіумів (Dacrydium spp.), вовчелистників (Daphniphyllum spp.), еврій (Eurya spp.), фікусів (Ficus spp.), гордоній (Gordonia spp.), падубів (Ilex spp.), тонконасінників (Leptospermum spp.), ліндер (Lindera spp.), літокарпусів (Lithocarpus spp.), мелікоп (Melicope spp.), ногоплідників (Podocarpus spp.), слив (Prunus spp.), дубів (Quercus spp.), сизигіумів (Syzygium spp.), шім (Schima spp.), тернстремій (Ternstroemia spp.) та тристанопсисів (Tristaniopsis spp.). Дерева на оголених вершинах гірських хребтів невисокі і вузлуваті, а в гірських долинах вони більш високі й прямі. Структурно гірські ліси позбавлені заплутаних ліан, які часто зустрічаються у рівнинних дощових лісах Малайзії. Натомість у великій кількості тут зустрічаються мохи, лишайники, печіночники, епіфітні папороті та орхідеї. В чагарниковому ярусі поширені непентеси (Nepenthes spp.), рододендрони (Rhododendron spp.), колючі чагарники ожини (Rubus spp.), великі деревоподібні папороті ціатеї (Cyathea spp.) та пандани (Pandanus spp.), зокрема пандани Клосса (Pandanus klossii).
Зі збільшенням висоти в гірських лісах спостерігаються три основні зміни. По-перше, зменшується висота лісового намету, яка у високогір'ях становить від 10 до 20 м над землею. емерджентні дерева, такі як туалангові дерева (Koompassia excelsa), характерні для рівнинних лісів, в екорегіоні відсутні. По-друге, змінюється форма і розмір листя. У рівнинних лісах переважають породи дерев з середнім або великим листям, які часто характеризуються широкими дошкоподібними коренями, тоді як у гірських лісах переважають стрункі дерева з дрібним листям та пласкими кронами. По-третє, збільшується кількість епіфітів. Світлі та вологі хмарні ліси забезпечують ідеальні умови для росту багатьох видів орхідей.

## Фауна
У гірських лісах екорегіону знайшли прихисток багато рідкісних видів ссавців, зокрема індійські слони (Elephas maximus indicus), гаури (Bos gaurus), малайські тигри (Panthera tigris jacksoni), чепрачні тапіри (Tapirus indicus) та звичайні сіаманги (Symphalangus syndactylus). Раніше в лісах регіону також зустрічалися суматранські носороги (Dicerorhinus sumatrensis), однак останній малайський представник цього виду помер у 2019 році.
Окрім тигрів, найбільших хижих ссавців Малайзії та національних тварин країни, в екорегіоні також зустрічаються інші хижі ссавці, зокрема індокитайські леопарди (Panthera pardus delacouri), димчасті пантери (Neofelis nebulosa), золотисті котопуми (Catopuma temminckii), гірські куони (Cuon alpinus) та малайські ведмеді (Helarctos malayanus). Серед поширених в екорегіоні мавп слід відзначити темного лутунга (Trachypithecus obscurus), сріблястого лутунга (Trachypithecus cristatus), білоногого сурілі (Presbytis siamensis), чорнорукого гібона (Hylobates agilis) та білорукого гібона (Hylobates lar), а серед інших ссавців — індійського замбара (Rusa unicolor), суматранського серау (Capricornis sumatraensis), індійського мунтжака (Muntiacus muntjak), смугасту свиню (Sus scrofa vittatus), бородату свиню (Sus barbatus), яванського панголіна (Manis javanica), малайського шерстокрила (Galeopterus variegatus), звичайну тупаю (Tupaia glis), малу тупаю (Tupaia minor), звичайну гімнуру (Echinosorex gymnura), струнку білку (Sundasciurus tenuis), азійську червонощоку білку (Dremomys rufigenis) та багато видів гризунів, кажанів і криланів. Ендеміками екорегіону є малайські колючі щури (Maxomys inas), кемеронські білочереві пацюки (Niviventer cameroni) та малайські кроти (Euroscaptor malayanus)
Орнітофауна екорегіону включає понад 250 видів птахів, з яких близько 75 видів віддають перевагу високогірним лісам. Ендемічними або майже ендемічними представниками екорегіону є малайські аргуси (Rheinardia nigrescens), гірські віялохвости (Polyplectron inopinatum), сіроволі куріпки (Arborophila campbelli), малазійські аренги (Myophonus robinsoni), суматранські нільтави (Niltava sumatrana), рудощокі ратини (Turdinus marmoratus) та малазійські чагарниці (Trochalopteron peninsulae). Серед інших птахів, поширених в гірських лісах Малайського півострова, слід відзначити жовтохвостого лофура (Lophura erythrophthalma), великого аргуса (Argusianus argus), гірського пінона (Ducula badia), великого гомрая (Buceros rhinoceros), смугастодзьобого калао (Rhyticeros undulatus), гірського орла-чубаня (Nisaetus nipalensis), суматранського пугача (Ketupa sumatrana), гірську сплюшку (Otus spilocephalus), серендака (Loriculus galgulus), казунбу (Harpactes kasumba), малазійського дятла (Yungipicus moluccensis), руду піту (Hydrornis oatesi), рододендронового янчика (Pteruthius aeralatus), зеленоспинну югину (Erpornis zantholeuca), гірського оливника (Ixos mcclellandii), гірського кравчика (Phyllergates cucullatus), гімалайську кутію (Cutia nipalensis), довгохвосту сибію (Heterophasia picaoides), велику аренгу (Myophonus caeruleus), маскову вилохвістку (Enicurus schistaceus), малазійського окулярника (Zosterops auriventer) та блакитного повзика (Sitta azurea).

## Збереження
Більшість лісів, що залишилися на Малайському півострові, обмежені стрімкими гірськими схилами, що входять до цього екорегіону. Приблизно дві третини з цих лісів є незайманими. Основними загрозами для їх збереження є вирубка, розвиток туризму та інфраструктури.
Оцінка 2017 року показала, що 5678 км², або 33 % екорегіону, є заповідними територіями. Природоохоронні території включають: Національний парк Таман-Негара, Державний парк Белум-Теменгор, Природний заповідник нагір'я Кемерона, Природний заповідник Грік та Лісовий заповідник гори Куту в Малайзії, а також Національний парк Бангланг та Природний заповідник Хала-Бала в Таїланді.